# 愿生寺
愿生寺位于中华人民共和国江苏省扬州市广陵区东关街道小秦淮河东侧的埂子街北首146号。现为扬州市文物保护单位。

## 历史
愿生寺是民国时期扬州建造的最大的庙宇，建于民国十九年（1930年），扬州首富、八大盐商之一、江西泰和县籍萧云浦（1854-1910，又名萧裕丰，因其开设裕丰商号）之妻，出资在此兴建愿生寺，作为长生寺的下院，用以超度亡夫。
1950年代，第四进唯升阁被拆，佛像迁往江西。

## 修复
2010年以前，愿生寺已演变为大杂院，居住着100多户住户。2010年至2012年底，住持释融善大师化缘3000多万元，依据历史文献进行修复，保留原来的平面布局和风格。全寺计有房屋近90间。寺院北端西侧的楠木厅也得到复建，原为清代旌德会馆。2013年1月，修缮完成，愿生寺对外开放。2020年6月，愿生禅寺从佛教固定处所变更为佛教寺院。

## 建筑
愿生寺占地约50000平方米，其中古建筑面积约1650平方米，房屋近90间。庙宇前后五进，包括中轴线上的山门殿（第一进）、大雄宝殿（第二进）、三圣殿（第三进）、地藏殿（第四进），藏经楼、两厢廊房，寺院北端的西侧有楠木厅。